# Ceratostylis compressicaulis
Ceratostylis compressicaulis är en orkidéart som beskrevs av Johannes Jacobus Smith. Ceratostylis compressicaulis ingår i släktet Ceratostylis och familjen orkidéer. Inga underarter finns listade i Catalogue of Life.